# Luge
El luge (pronunciado /luːʒ/) es un deporte olímpico de invierno que, junto al bobsleigh y al skeleton, representa una de las distintas modalidades de descenso en trineo. «Luge» es una palabra francesa que significa «trineo ligero».
Los lugers pueden alcanzar velocidades de 140 km/h (87 mph). El austriaco Manuel Pfister alcanzó una velocidad máxima de 154 km/h (96 mph) en una pista en Whistler, Canadá, antes de los Juegos Olímpicos de Invierno de 2010. Los pilotos de luge compiten contra un cronómetro en uno de los deportes más precisos del mundo, a una milésima de segundo en pistas artificiales.
El primer uso registrado del término «luge» data de 1905 y deriva del dialecto saboyano/suizo de la palabra francesa luge, que significa «pequeño trineo de cabotaje».

## Historia

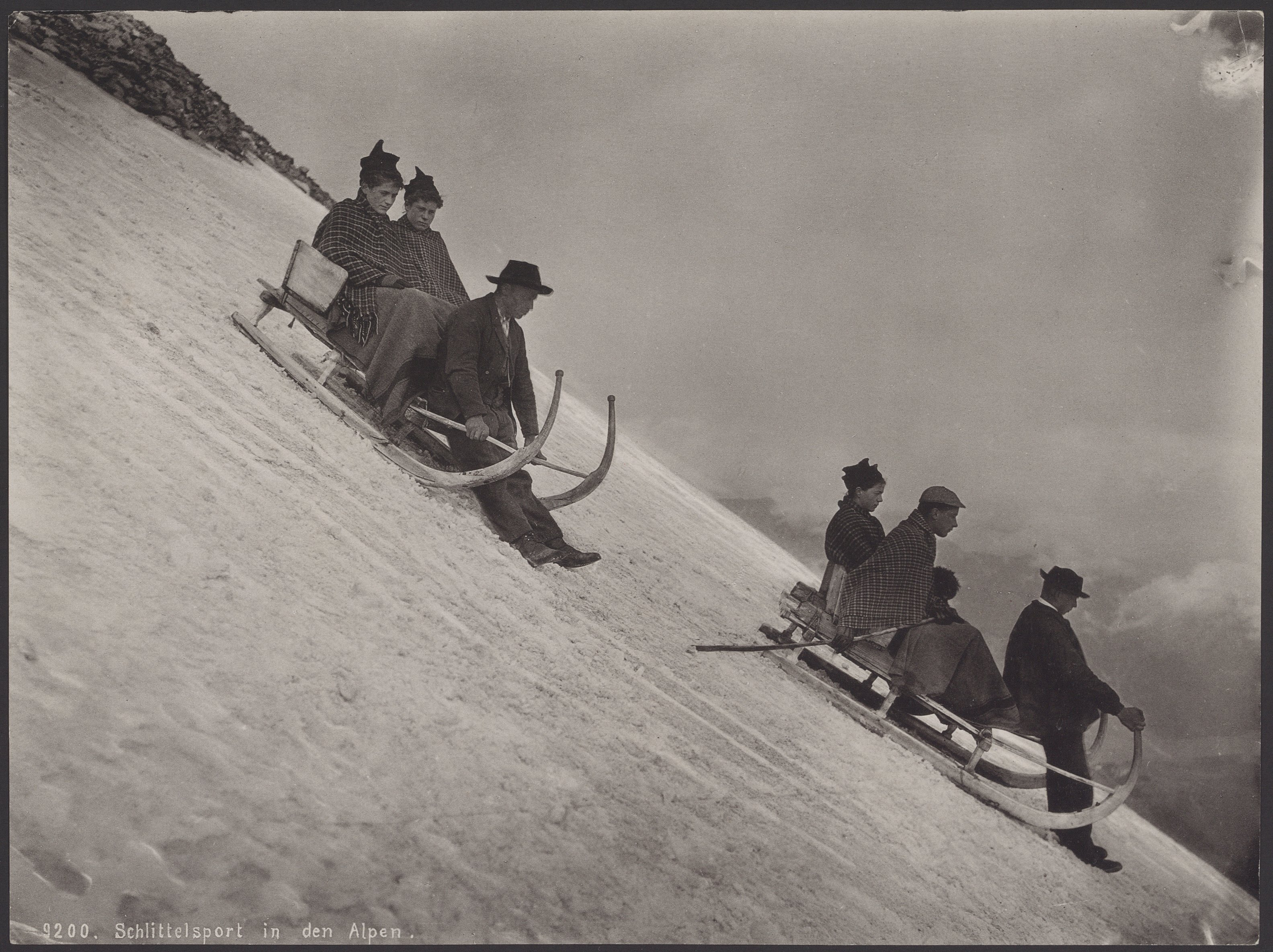
Trineos, Alpes suizos, ~1890-1910

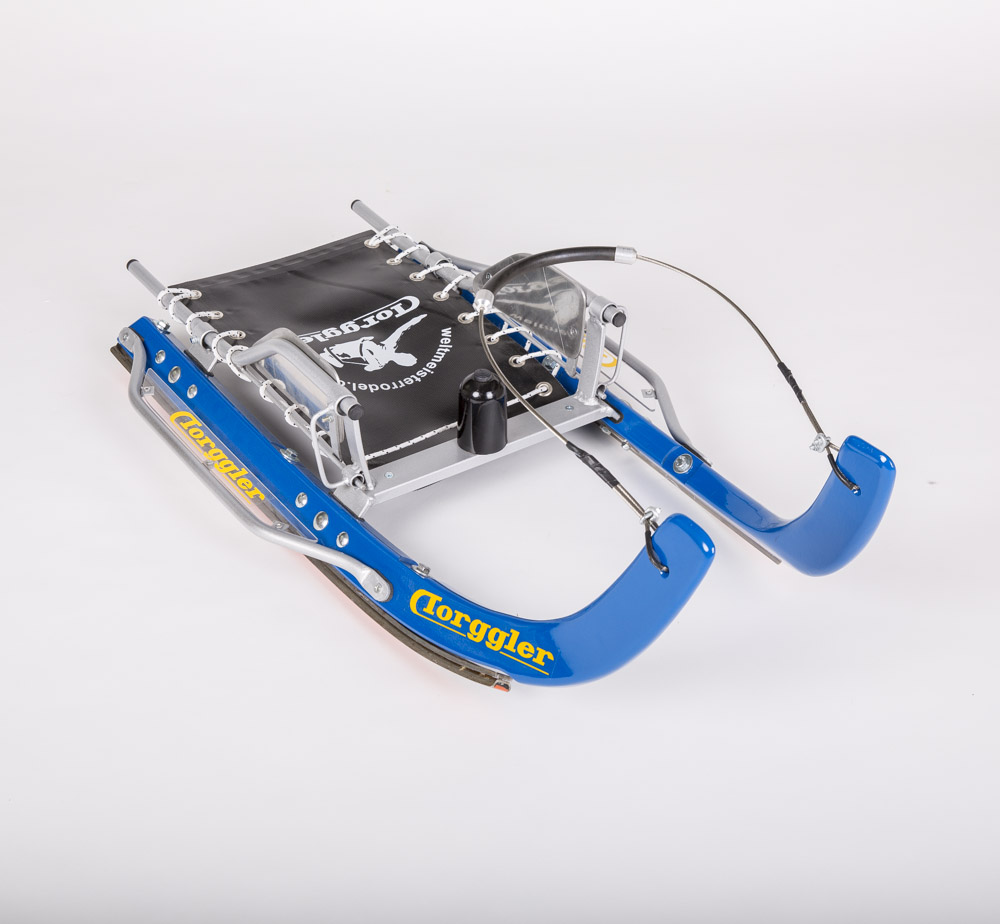
Trineo de pista natural.

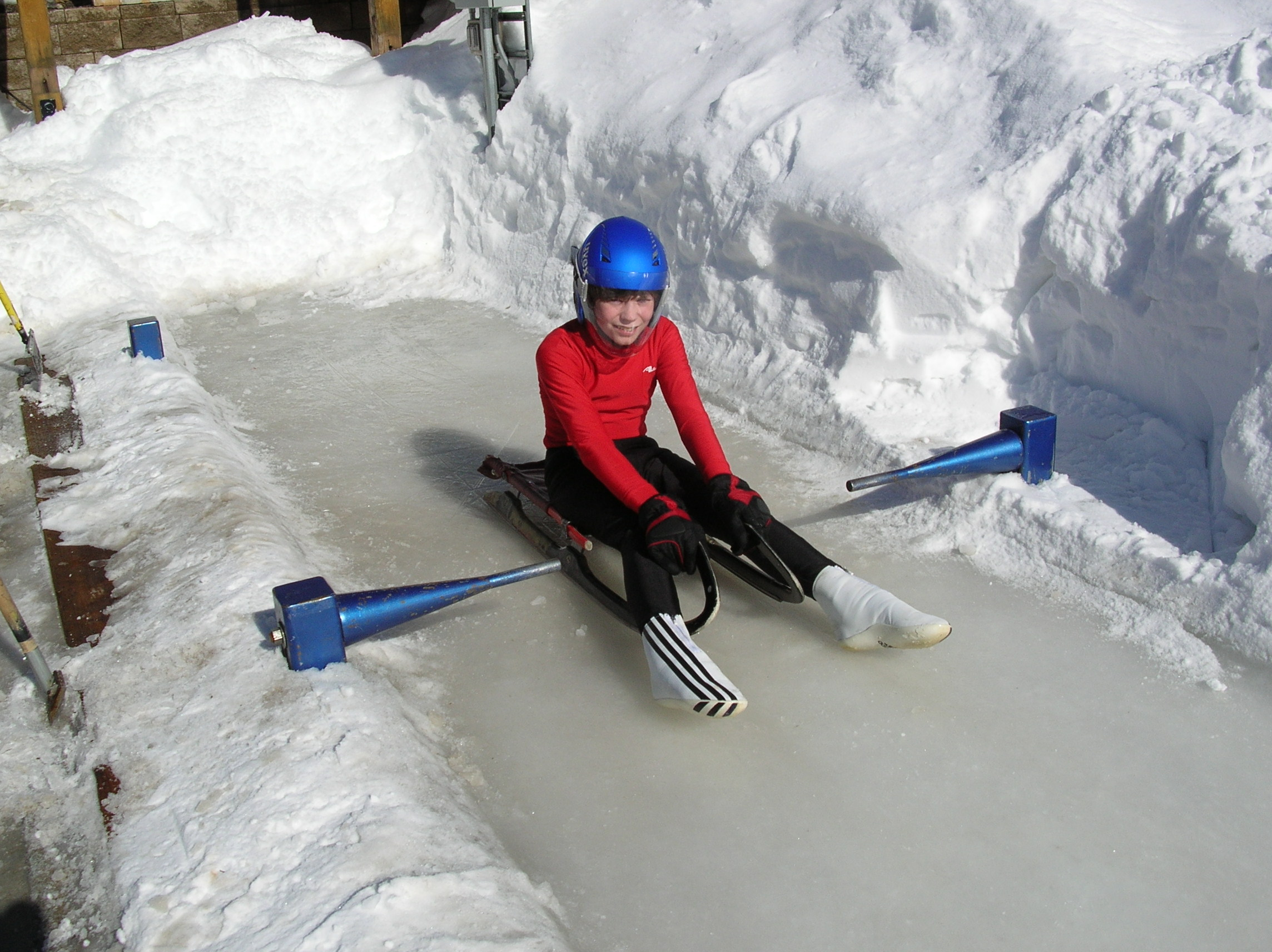
Trineo de pista artificial.

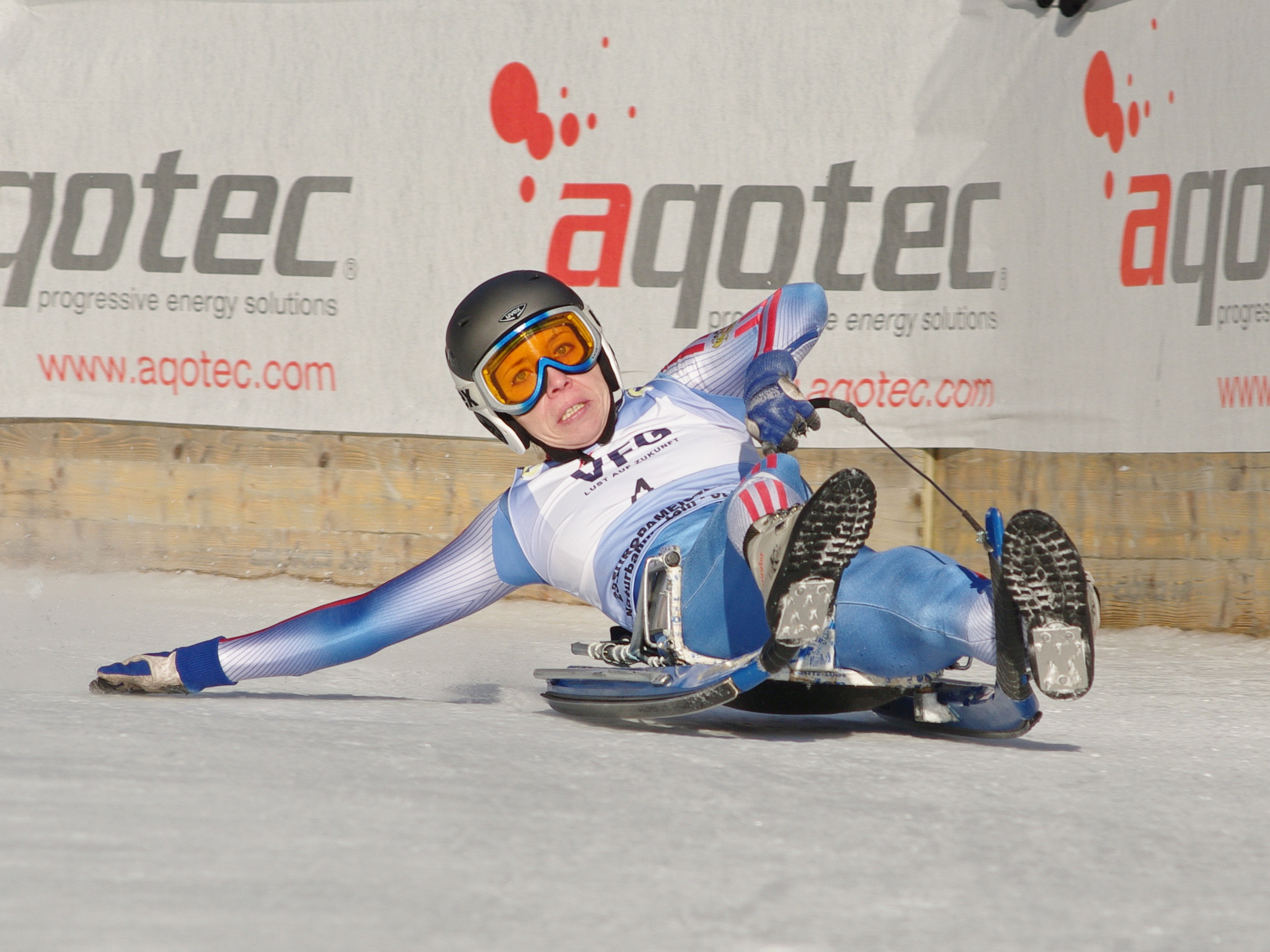
Yekaterina Lavrentjewa de Rusia, en un torneo de luge en pista natural.

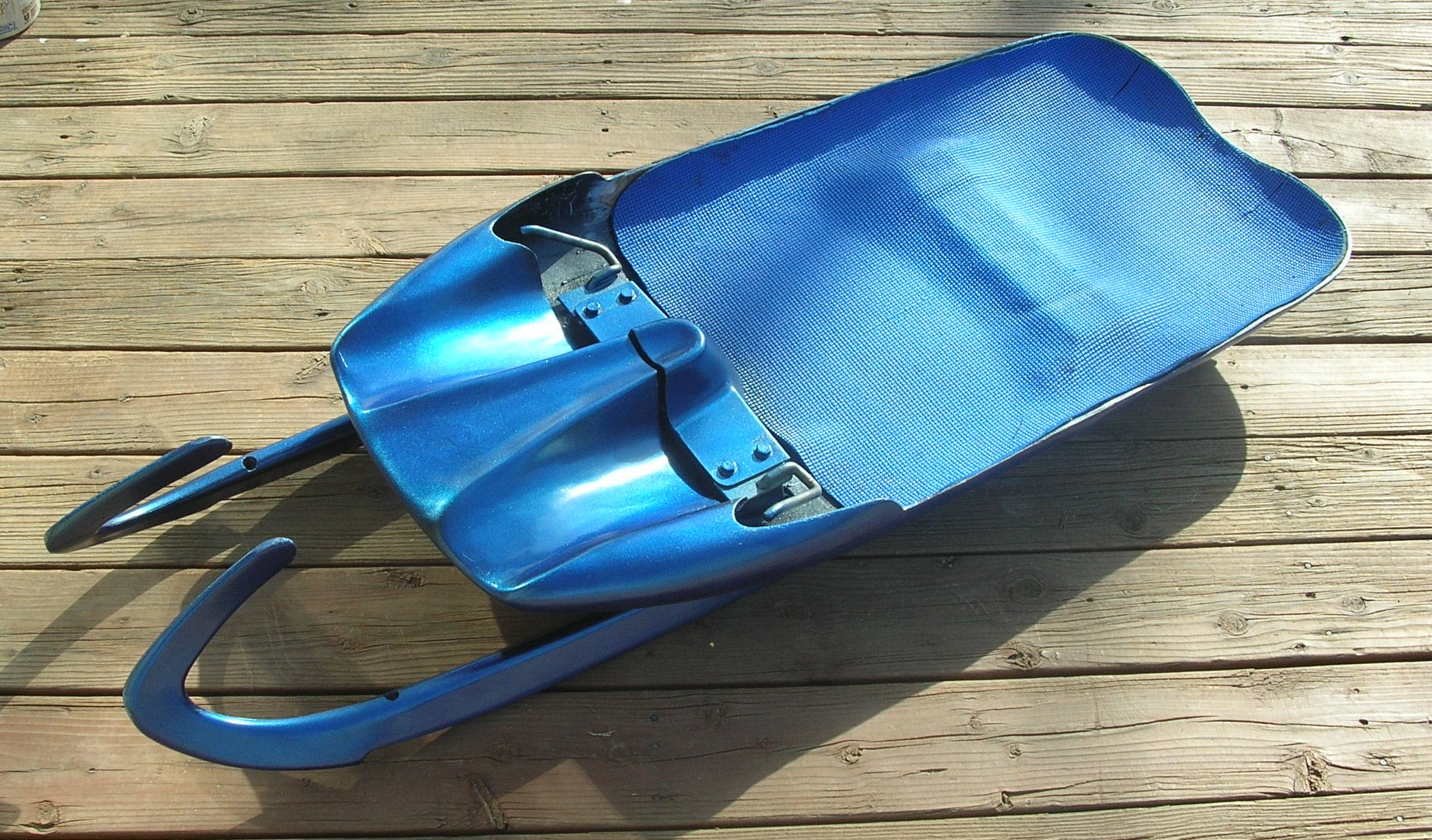
Trineo de trineo, con los patines de acero quitados

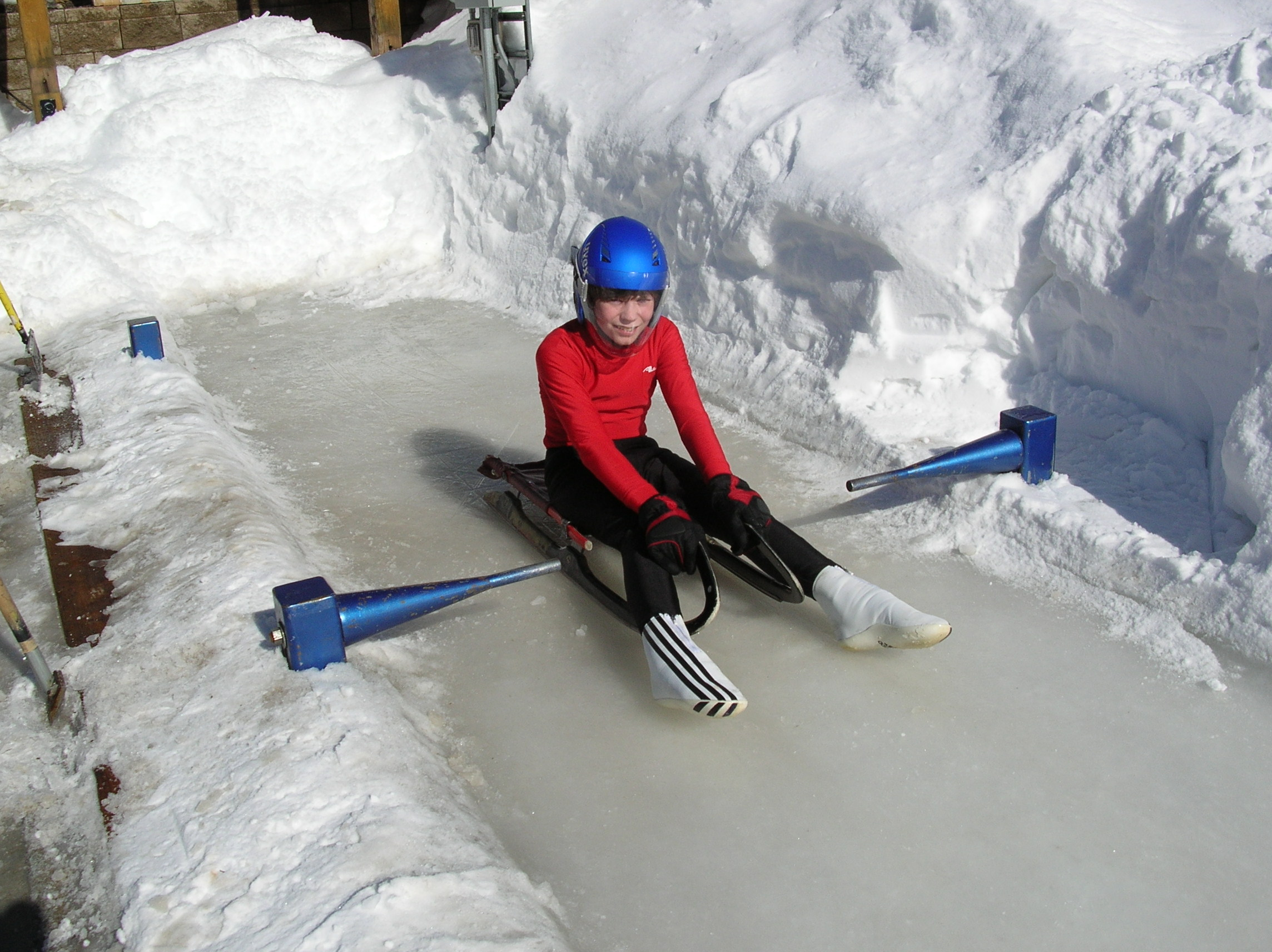
Un joven luger en la rampa de salida en la Pista Olímpica de Utah

El uso práctico de los trineos es muy antiguo y está muy extendido. Las primeras carreras de trineos de las que se tiene constancia tuvieron lugar en Noruega en algún momento del siglo XV.
El deporte del luge, al igual que el skeleton y el bobsleigh, se originó en la ciudad balneario de St Moritz, Suiza, a mediados o finales del siglo XIX, gracias a los esfuerzos del empresario hotelero Caspar Badrutt. Badrutt vendió con éxito la idea de los resorts de invierno, así como las habitaciones con comida, bebida y actividades. Sus huéspedes ingleses más aventureros empezaron a adaptar los trineos de los repartidores para el recreo, lo que provocó choques con los peatones mientras recorrían a toda velocidad las calles y callejones del pueblo.
El primer encuentro organizado de este deporte tuvo lugar en 1883 en Suiza. En 1913, se fundó la Internationale Schlittensportverband o Federación Internacional de Deportes de Trineo en Dresde, Alemania. Este organismo gobernó el deporte hasta 1935, cuando se incorporó a la Fédération Internationale de Bobsleigh et de Tobogganing (FIBT, Federación Internacional de Bobsleigh y Toboganes). Después de que se decidiera que el luge sustituiría al deporte del skeleton en los Juegos Olímpicos, los primeros Campeonatos del Mundo de este deporte se celebraron en 1955 en Oslo (Noruega). En 1957 se fundó la Fédération Internationale de Luge de Course (FIL, Federación Internacional de Luge). Las pruebas de luge se incluyeron por primera vez en los Juegos Olímpicos de Invierno en 1964.
Los estadounidenses tardaron en adoptar el deporte del luge. La primera pista de luge en Norteamérica se construyó en Lolo Hot Springs, Montana, en 1965. Aunque Estados Unidos compitió en todas las pruebas olímpicas de luge desde 1964 hasta 1976, no fue hasta 1979 cuando se fundó la Asociación de Luge de Estados Unidos. La primera pista artificial estadounidense se completó en ese año para su uso en los XIII Juegos Olímpicos de Invierno de 1980 en Lake Placid, Nueva York.
Desde entonces, el programa de luge de Estados Unidos ha mejorado mucho. Se construyó una segunda pista artificial cerca de Park City, Utah, para los XIX Juegos Olímpicos de Invierno de 2002 en Salt Lake City.
Caitlin Nash y Natalie Corless, ambas de Canadá, se convirtieron en el primer equipo femeninoo que compite en una carrera de dobles de la Copa del Mundo Sénior de luge en 2019.

## Características
El trineo que se usa en el luge es un pequeño armazón, en su origen de madera, actualmente de metal, provisto de unos patines afilados en la base. El trineo no tiene frenos ni timón; el piloto controla la bajada del luge  y los cambios de dirección mediante unas bridas unidas a la parte delantera, así como basculando el peso de su propio cuerpo.
El piloto va tumbado boca arriba con los pies por delante y la cabeza atrás a diferencia del skeleton, en el que este se sitúa boca abajo y mirando hacia delante. A diferencia del bobsleigh y el skeleton, la salida se efectúa con el piloto ya colocado en el trineo, por lo que la salida es más lenta al no poder coger tanto impulso al tener que empujarse con los brazos y no con las piernas.
El peso máximo autorizado del trineo es de 23 kg en el individual y 27 en el de parejas. Respecto al peso de los tripulantes, la reglamentación trata de equilibrar las diferencias entre los participantes, y así, aparte de establecerse un peso máximo para cada uno, se permite a los que estén por debajo de ese peso que se añadan kilos artificialmente y de esta manera todos tengan aproximadamente el mismo peso y las mismas oportunidades. 
El luge tiene dos modalidades, la individual y la de parejas, tanto en categoría masculina como femenina. En la individual se disputan cuatro mangas y la de parejas solo dos, sumándose los tiempos y ganando en que totalice menos tiempo al final. La igualdad entre los participantes obliga a medir el tiempo con absoluta precisión, hasta las milésimas. Igual que en el bobsleigh y en el skeleton, la salida es el factor clave ganando la mayor velocidad posible en el empuje antes del descenso.
Los primeros campeonatos del mundo de luge se celebraron en Oslo en 1955 y la Federación Internacional de Luge se funda en 1957 tras separarse de la del bobsleigh. Fue incluido como deporte olímpico en los Juegos de Innsbruck de 1964, tanto en categoría masculina como femenina, y desde entonces siempre ha estado presente en el programa de los Juegos.
El luge, igual que el bobsleigh y el skeleton, es un deporte poco accesible debido al alto costo del mantenimiento de sus instalaciones, aunque en la mayoría de casos compartan las mismas de los deportes ya mencionados. Esto ha hecho que solo un reducido grupo de países sean la élite de este deporte. Estos países son sobre todo Alemania, Austria, Italia y Rusia, que suelen repartirse las medallas en las competiciones importantes.
El luge es uno de los deportes olímpicos con más éxito en campeonatos mundiales.

## Pistas artificiales

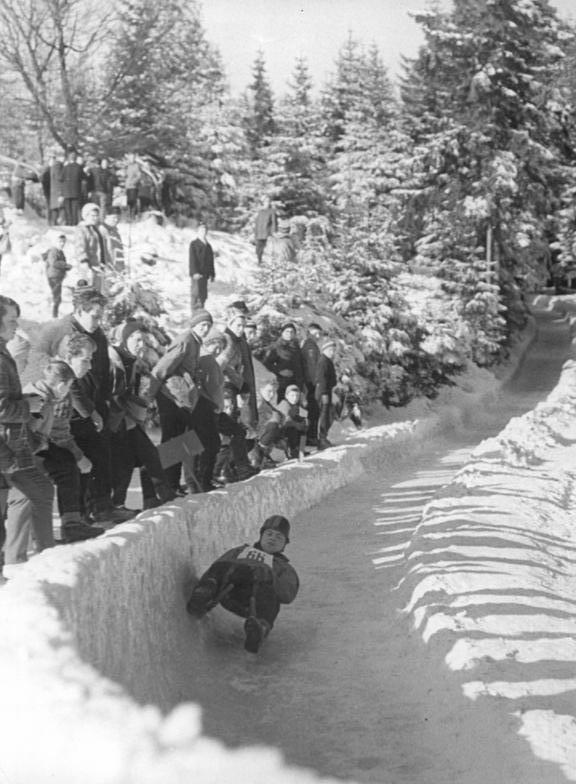
El luger alemán Thomas Köhler en 1964

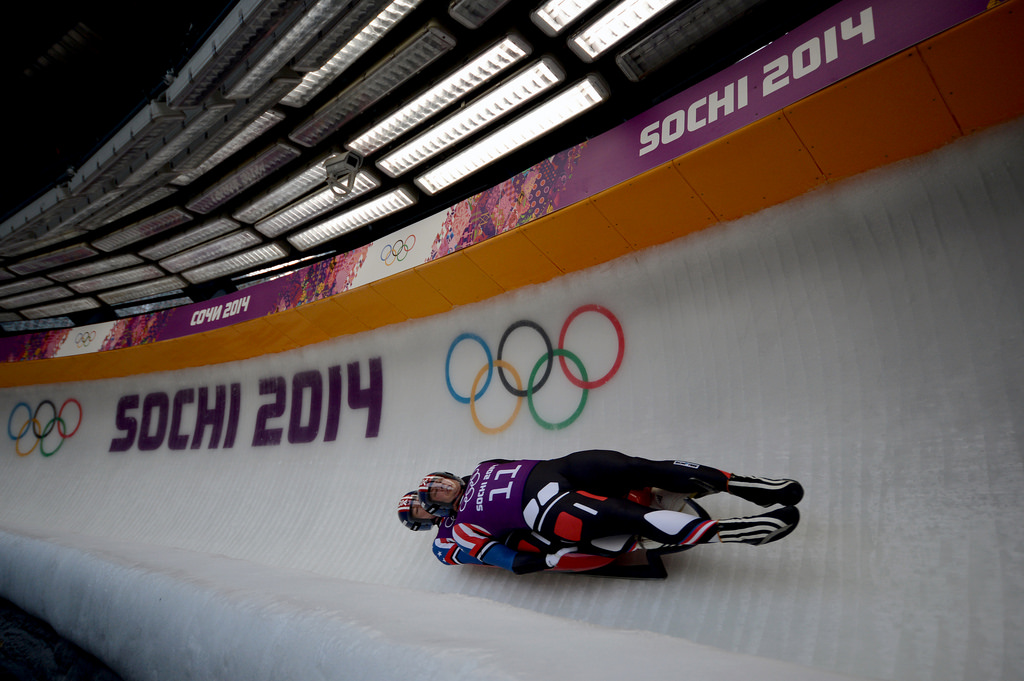
Matt Mortensen (arriba) y Preston Griffall (abajo) alcanzan los 130 kilómetros por hora en una carrera en el Centro de Deslizamiento Sanki en Krasnaya Polyana, Rusia.

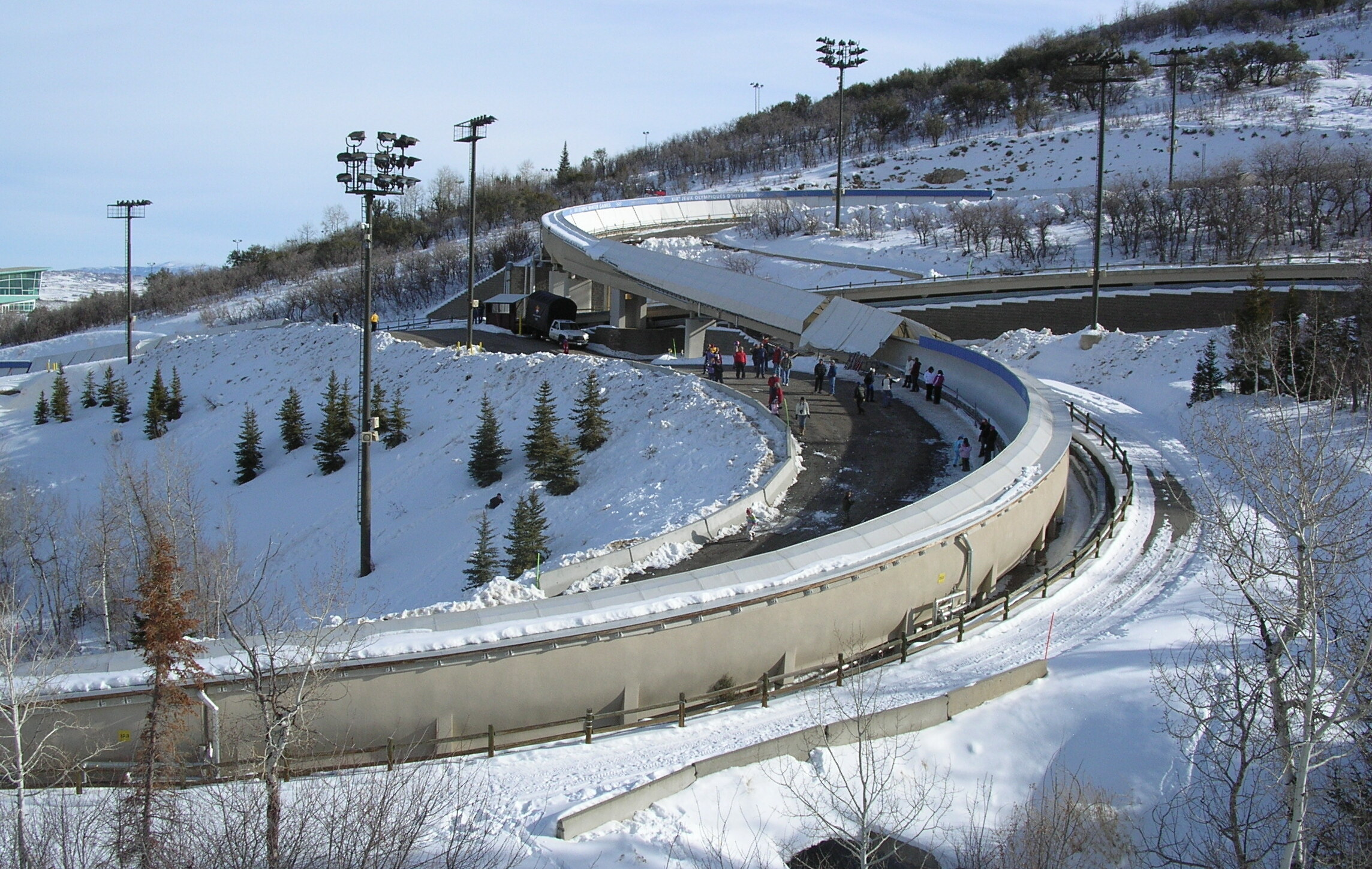
Curvas 11 y 12 en la pista olímpica de Utah, cerca de Park City, Utah.

Las pistas artificiales de luge tienen curvas peraltadas especialmente diseñadas y construidas, además de rectas amuralladas. La mayoría de las pistas están refrigeradas artificialmente, pero también existen pistas artificiales sin refrigeración artificial (por ejemplo, en St. Moritz). Las pistas suelen ser muy lisas.
Los atletas van en una posición plana y aerodinámica sobre el trineo, manteniendo la cabeza baja para minimizar la resistencia del aire. Dirigen el trineo principalmente con sus pantorrillas aplicando presión sobre los corredores: la pantorrilla derecha para girar a la izquierda, la pantorrilla izquierda para girar a la derecha. Se trata de una mezcla precisa de desplazamiento del peso del cuerpo, aplicación de presión con las pantorrillas y giro de los hombros. También hay asideros para realizar pequeños ajustes. Un luger con éxito mantiene la concentración y la relajación total en el trineo mientras se desplaza a altas velocidades. Los tiempos más rápidos resultan de seguir la "línea" perfecta por la pista. Cualquier pequeño error, como rozar la pared, cuesta tiempo. Las condiciones de la pista también son importantes. El hielo más blando tiende a reducir la velocidad, mientras que el hielo más duro tiende a acelerar los tiempos. Los Lugers corren a una velocidad media de 120-145 km/h (74,6-90,1 mph) alrededor de curvas de gran inclinación mientras experimentan una aceleración centrípeta de hasta 5g. En la mayoría de las pistas, los competidores de la categoría individual masculina tienen su salida cerca de la de los competidores de bobsled y skeleton, mientras que las competiciones de dobles y de individual femenino tienen su punto de partida situado más adelante en la pista. El luge de pista artificial es el deporte de trineo más rápido y ágil.

## Pista natural de luge

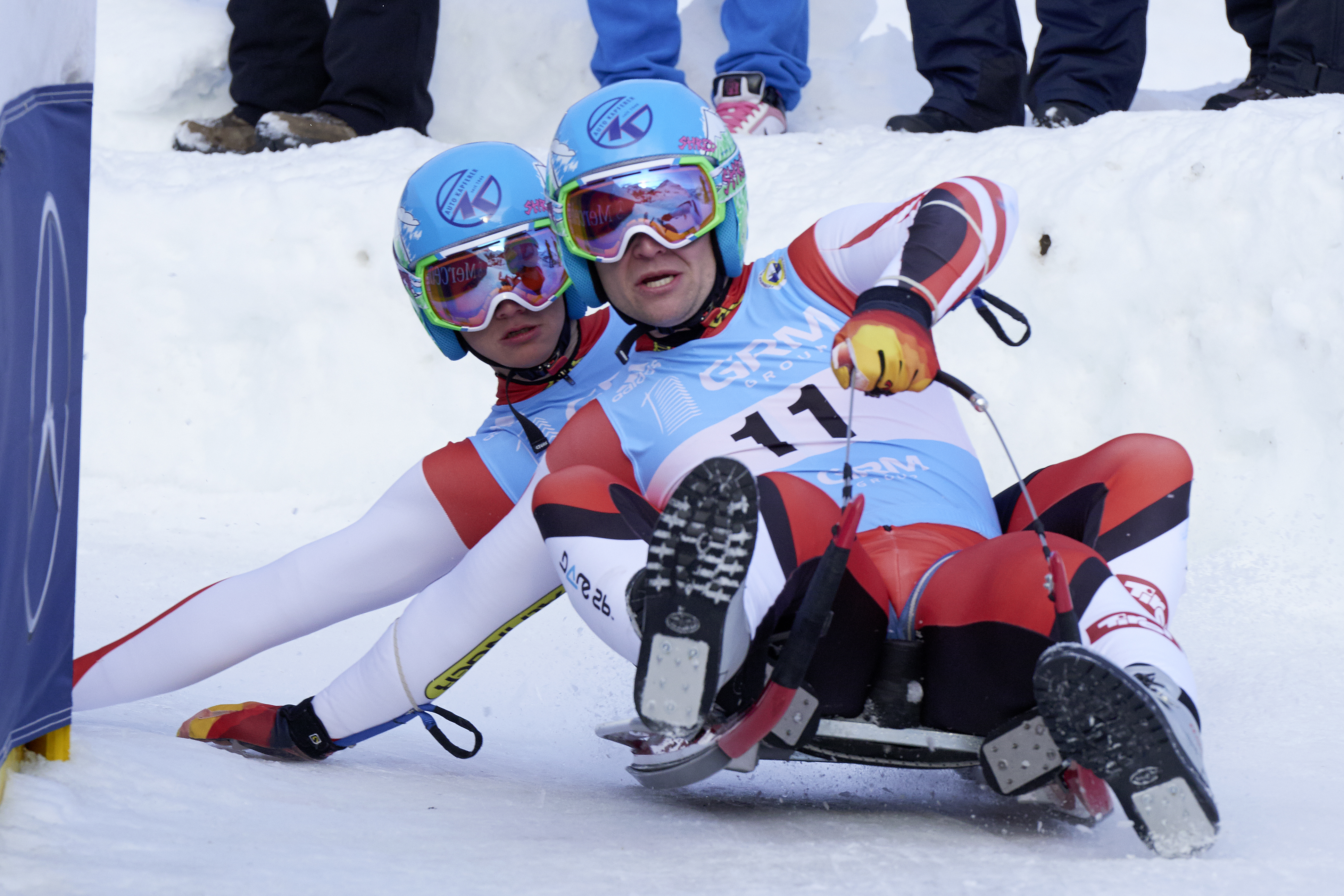
Lugares naturales en trineo doble.

Las pistas naturales se adaptan a partir de carreteras y caminos de montaña existentes. No se permiten las curvas con peralte artificial. La superficie de la pista debe ser horizontal. Están heladas de forma natural. Las pistas pueden ponerse ásperas por la acción de frenado y dirección. Los atletas utilizan una rienda de dirección, sacan las manos y utilizan las piernas para conducir por las curvas cerradas. A menudo es necesario frenar delante de las curvas y se consigue mediante el uso de pinchos incorporados en la parte inferior de las zapatillas. Las pistas tienen una pendiente no superior al 15%.
La mayoría de las pistas están situadas en Austria e Italia, y otras en Alemania, Polonia, Rusia, Eslovenia, Suiza, Croacia, Liechtenstein, Francia, Turquía, Suecia, Noruega, Rumanía, Eslovaquia, Nueva Zelanda, Canadá y Estados Unidos.
El Upper Peninsula Luge Club en Negaunee, Míchigan, es la única pista de luge natural de Estados Unidos. La pista de más de 800 metros (media milla) presenta 10 curvas completas a lo largo de su 88 metros (288,7 pies) caída vertical.
Canadá tiene pistas en Camrose, Hinton Luge, Alberta, Calgary y Ontario Luge Club.
La pista de Naseby es la única del hemisferio sur. La pista tiene 360 metros de longitud, y está abierta al público durante el invierno.
Los Campeonatos del Mundo se celebran desde los 1979, mientras que los Campeonatos Europeos se celebran desde los 1970. En la temporada 2015/16 la FIL comenzó con la Copa del Mundo Junior.

## Eventos
Hay cinco disciplinas de luge:
- Individual masculino
- Dobles masculino
- Individual femenino
- Dobles femeninos (debut en 2026)
- Relevo por equipos

Estos se dividen a su vez en varias clases de edad: múltiples clases juveniles y júnior que cubren el rango de edad de 7 a 20 años, y la clase general (de 21 años en adelante). Los competidores de mayor edad pueden disfrutar del deporte en las clases masters (de 30 a 50 años), y sénior masters (de 51 años en adelante).
En una competición de relevos por equipos, un hombre, una mujer y una pareja de dobles forman un equipo. Un competidor toca un panel táctil en la parte inferior de la carrera que indica a un compañero de equipo en la parte superior de la carrera que comience.
Las reglas y procedimientos de las carreras son muy precisos:
- Se realiza un sorteo para determinar el orden de salida de la carrera. A los atletas se les asigna un número que se muestra en un dorsal. En los principales eventos nacionales e internacionales, los individuales masculinos constan de cuatro carreras. Las competiciones individuales y de dobles femeninas constan de dos carreras. El tiempo acumulado de todas las carreras se utiliza para determinar el orden de llegada. En los tres eventos, el orden de salida después de la primera carrera se determina por el resultado de la carrera anterior, con el deslizador en último lugar deslizándose primero, el penúltimo deslizándose segundo, y así sucesivamente, con el líder de la carrera anterior deslizándose último.[4]
- Se toman medidas físicas del trineo, y se comprueba la temperatura de las palas de acero del trineo, que no puede ser superior a 5 °C (9 °F) por encima de una temperatura de control previamente establecida. Además, para las carreras en pista artificial, el atleta debe ser pesado primero. Esto es para determinar si el atleta tiene derecho a llevar peso adicional en su cuerpo mientras se desliza. Los hombres pueden utilizar un peso adicional que asciende al 75% de la diferencia entre el peso corporal y un peso base de 90 kilogramos (198,4 lb). Las mujeres pueden utilizar un peso adicional del 50% de la diferencia entre el peso corporal y el peso base de 70 kilogramos (154,3 lb). Los atletas de dobles pueden utilizar un peso adicional equivalente al 50% de la diferencia entre el peso corporal y el peso base de 90 kilogramos (198,4 lb). No se permite el uso de peso adicional si el peso corporal de la persona de delante y de la de atrás juntas supera los 180 kilogramos (396,8 lb).[4] Si uno de los compañeros pesa más de 90 kilogramos (198,4 lb), el peso que supera la marca de 90 kilogramos (198,4 lb) se añade al compañero más ligero. Si todavía hay una diferencia entre el peso del compañero y la marca de 90 kilogramos (198,4 lb), la diferencia puede ser compensada de acuerdo con una tabla de pesos oficial.[1] Entre las carreras, los atletas son seleccionados al azar para controles de peso adicionales. Antes de cada carrera, el trineo (con el atleta, para las carreras en pista artificial) se pesa en la rampa de salida.
- Una vez que el atleta está en su trineo, se le notifica de forma audible que la pista está libre. En este momento, suena un tono y el atleta tiene treinta segundos para comenzar su carrera. Una carrera se hace oficial cuando un atleta y su trineo, en contacto entre sí, cruzan la línea de meta. Si un atleta y su trineo no están en contacto el uno con el otro, el atleta será descalificado de la competición. También pueden producirse descalificaciones por cualquier violación de las normas y reglamentos. Algunas descalificaciones pueden ser apeladas.[1][4]